# Mont-sur-Courville
Mont-sur-Courville est une commune française, située dans le département de la Marne en région Grand Est.

## Géographie

### Localisation

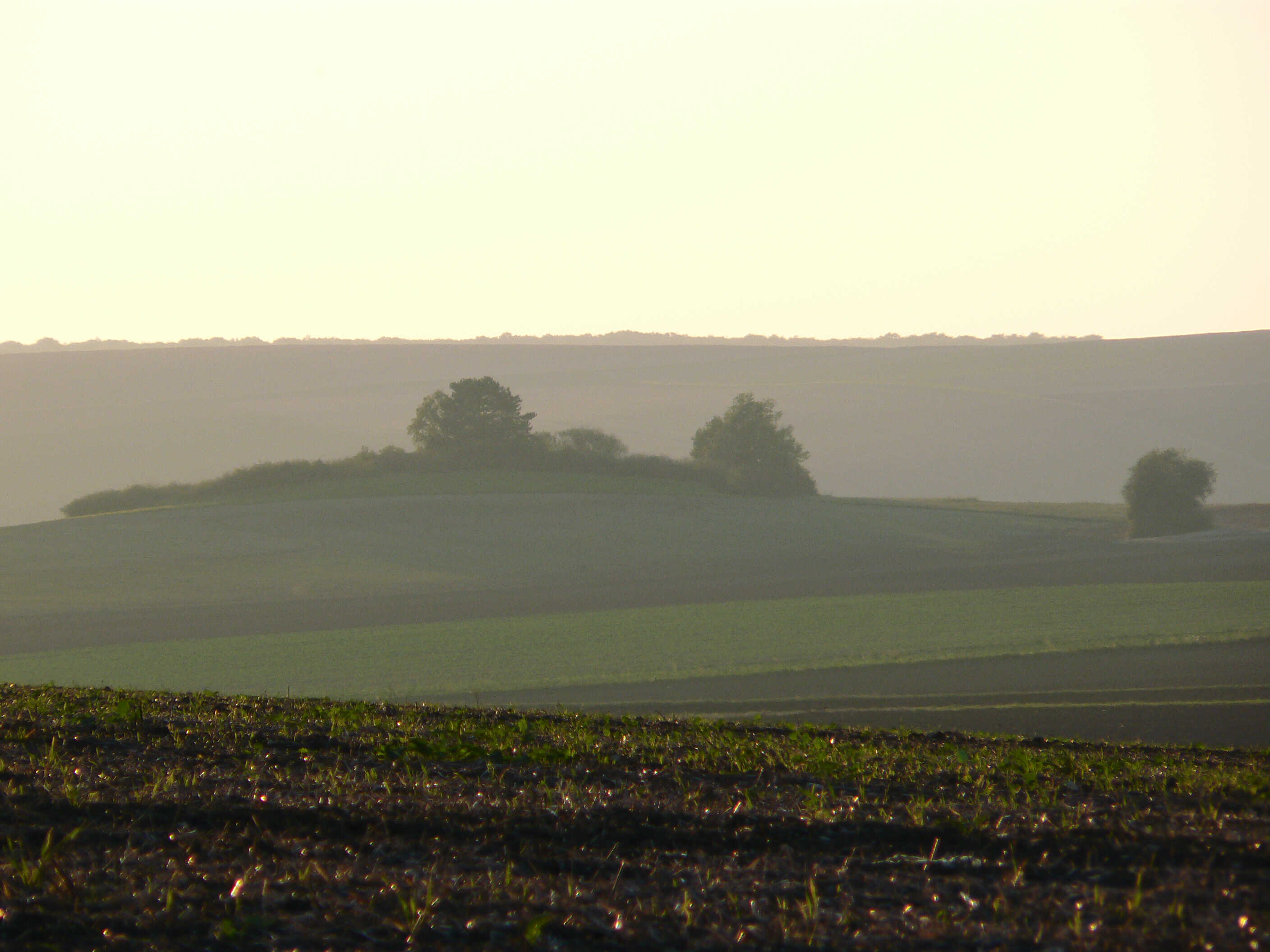
Vue sur le plateau de Mont-sur-Courville.

Mont-sur-Courville se trouve au nord-ouest du département de la Marne, en région Grand Est, à la limite avec le département de l'Aisne et la région Hauts-de-France. La commune appartient à la région agricole du Tardenois.
La commune de Mont-sur-Courville s'étend sur une superficie de 594 hectares. Sur son territoire, l'altitude varie de 75 à 173 mètres. Reposant au bord plateau du Tardenois, à flanc de colline le village de Mont-sur-Courville surplombe Courville et la vallée de l'Ardre. Un seul cours d'eau notable traverse le territoire communal : le ruisseau de l'Orillon, à l'extrême nord-ouest de la commune. C'est un affluent de l'Ardre. Le village est encadré par le bois de la Nureau et le bois de Balais.
Par la route, Mont-sur-Courville se situe à 77 km de Châlons-en-Champagne, préfecture du département, à 30 km de Reims, sous-préfecture, et à 7 km de Fismes, bureau centralisateur du canton de Fismes-Montagne de Reims dont dépend Mont-sur-Courville depuis 2015. La commune fait en outre partie du bassin de vie de Fismes.
Mont-sur-Courville est limitrophe de 5 communes : Saint-Gilles, Courville, et Arcis-le-Ponsart dans la Marne, mais également Dravegny et Mont-Saint-Martin dans l'Aisne. Le bourg le plus proche est Fismes, au nord.
| Mont-Saint-Martin Aisne | Saint-Gilles       | Courville        |
|                         | Mont-sur-Courville |                  |
| Dravegny Aisne          |                    | Arcis-le-Ponsart |

### Hydrographie

#### Réseau hydrographique
La commune est dans la région hydrographique « la Seine du confluent de l'Oise (inclus) à l'embouchure » au sein du bassin Seine-Normandie. Elle est drainée par l'Orillon et le ruisseau d'Arcis-le-Ponsart,.
L'Orillon, d'une longueur de 16 km, prend sa source dans la commune de Coulonges-Cohan et se jette  dans l'Ardre à Saint-Gilles, après avoir traversé cinq communes. 

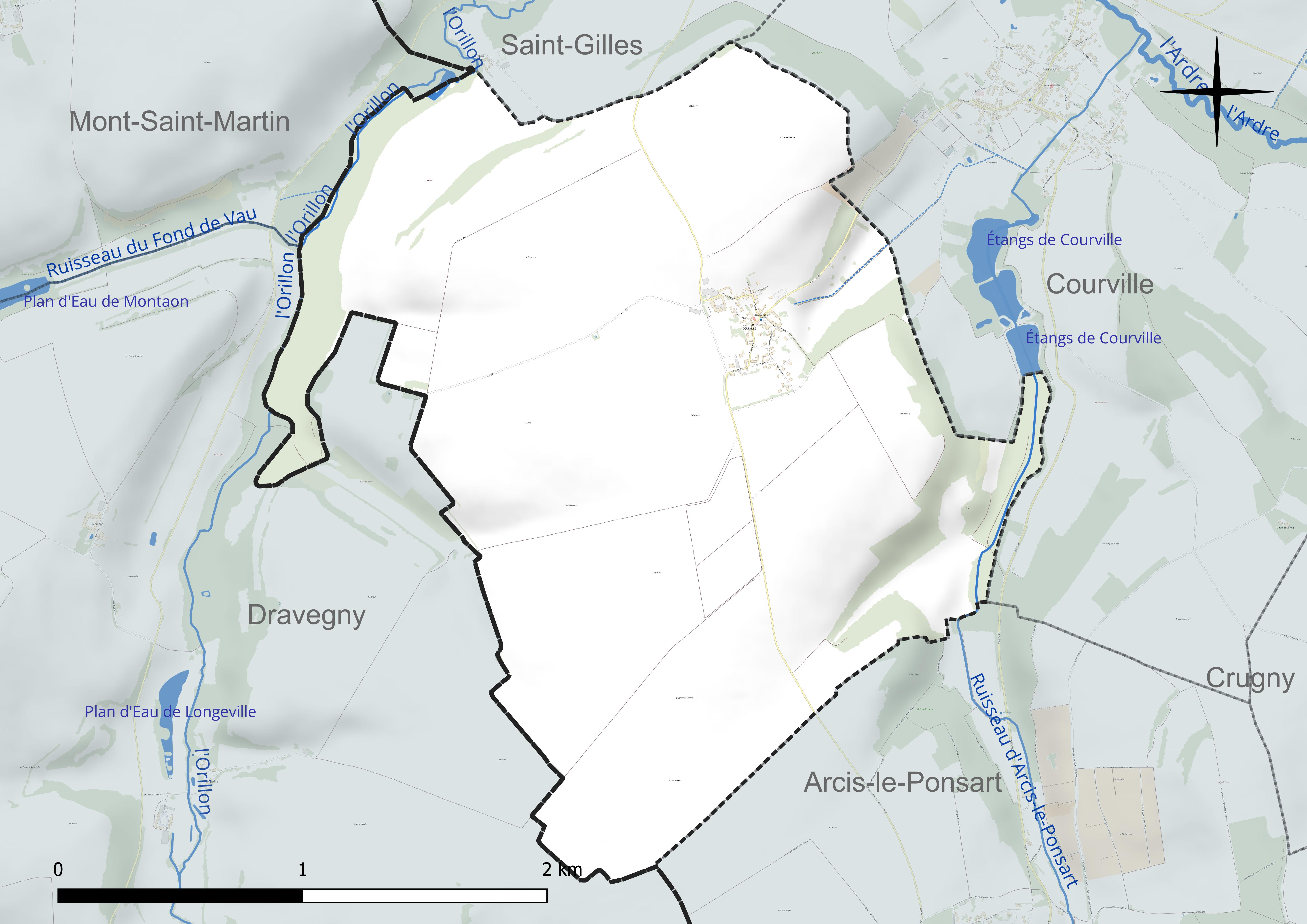
Réseau hydrographique de Mont-sur-Courville.

Un plan d'eau complète le réseau hydrographique : les étangs de Courville, d'une superficie totale de 2,1 ha (0 ha sur la commune),.

#### Gestion et qualité des eaux
Le territoire communal est couvert par le schéma d'aménagement et de gestion des eaux (SAGE) « Aisne Vesle Suippe ». Ce document de planification, dont le territoire s’étend sur 3 096 km2 répartis sur trois départements (Aisne, Marne et Ardennes) et deux régions (Champagne-Ardenne et Picardie), a été approuvé le 16 décembre 2013. La structure porteuse de l'élaboration et de la mise en œuvre est le Syndicat d’aménagement des bassins Aisne Vesle Suippe (SIABAVES). 
La qualité des cours d’eau peut être consultée sur un site dédié géré par les agences de l’eau et l’Agence française pour la biodiversité. 

### Climat
Pour des articles plus généraux, voir Climat du Grand Est et Climat de la Marne.
En 2010, le climat de la commune est de type climat océanique dégradé des plaines du Centre et du Nord, selon une étude du Centre national de la recherche scientifique s'appuyant sur une série de données couvrant la période 1971-2000. En 2020, Météo-France publie une typologie des climats de la France métropolitaine dans laquelle la commune est exposée à un climat océanique altéré et est dans la région climatique  Nord-est du bassin Parisien, caractérisée par un ensoleillement médiocre, une pluviométrie moyenne régulièrement répartie au cours de l’année et un hiver froid (3 °C). 
Pour la période 1971-2000, la température annuelle moyenne est de 10,4 °C, avec une amplitude thermique annuelle de 15,5 °C. Le cumul annuel moyen de précipitations est de 746 mm, avec 11,6 jours de précipitations en janvier et 8,2 jours en juillet. Pour la période 1991-2020, la température moyenne annuelle observée sur la station météorologique de Météo-France la plus proche, « Chambrecy-Civc », sur la commune de Chambrecy à 13 km à vol d'oiseau, est de 10,7 °C et le cumul annuel moyen de précipitations est de 734,0 mm. 
La température maximale relevée sur cette station est de 40,3 °C, atteinte le 25 juillet 2019 ; la température minimale est de −22,1 °C, atteinte le 17 janvier 1985,,. 
Les paramètres climatiques de la commune ont été estimés pour le milieu du siècle (2041-2070) selon différents scénarios d'émission de gaz à effet de serre à partir des nouvelles projections climatiques de référence DRIAS-2020. Ils sont consultables sur un site dédié publié par Météo-France en novembre 2022.

## Urbanisme

### Typologie
Au 1er janvier 2024, Mont-sur-Courville est catégorisée commune rurale à habitat dispersé, selon la nouvelle grille communale de densité à sept niveaux définie par l'Insee en 2022.
Elle est située hors unité urbaine. Par ailleurs la commune fait partie de l'aire d'attraction de Reims, dont elle est une commune de la couronne,. Cette aire, qui regroupe 294 communes, est catégorisée dans les aires de 200 000 à moins de 700 000 habitants,.

### Occupation des sols
L'occupation des sols de la commune, telle qu'elle ressort de la base de données européenne d’occupation biophysique des sols Corine Land Cover (CLC), est marquée par l'importance des territoires agricoles (89,9 % en 2018), une proportion identique à celle de 1990 (89,9 %). La répartition détaillée en 2018 est la suivante : 
terres arables (83,2 %), forêts (10,1 %), zones agricoles hétérogènes (6,7 %). L'évolution de l’occupation des sols de la commune et de ses infrastructures peut être observée sur les différentes représentations cartographiques du territoire : la carte de Cassini (XVIIIe siècle), la carte d'état-major (1820-1866) et les cartes ou photos aériennes de l'IGN pour la période actuelle (1950 à aujourd'hui).

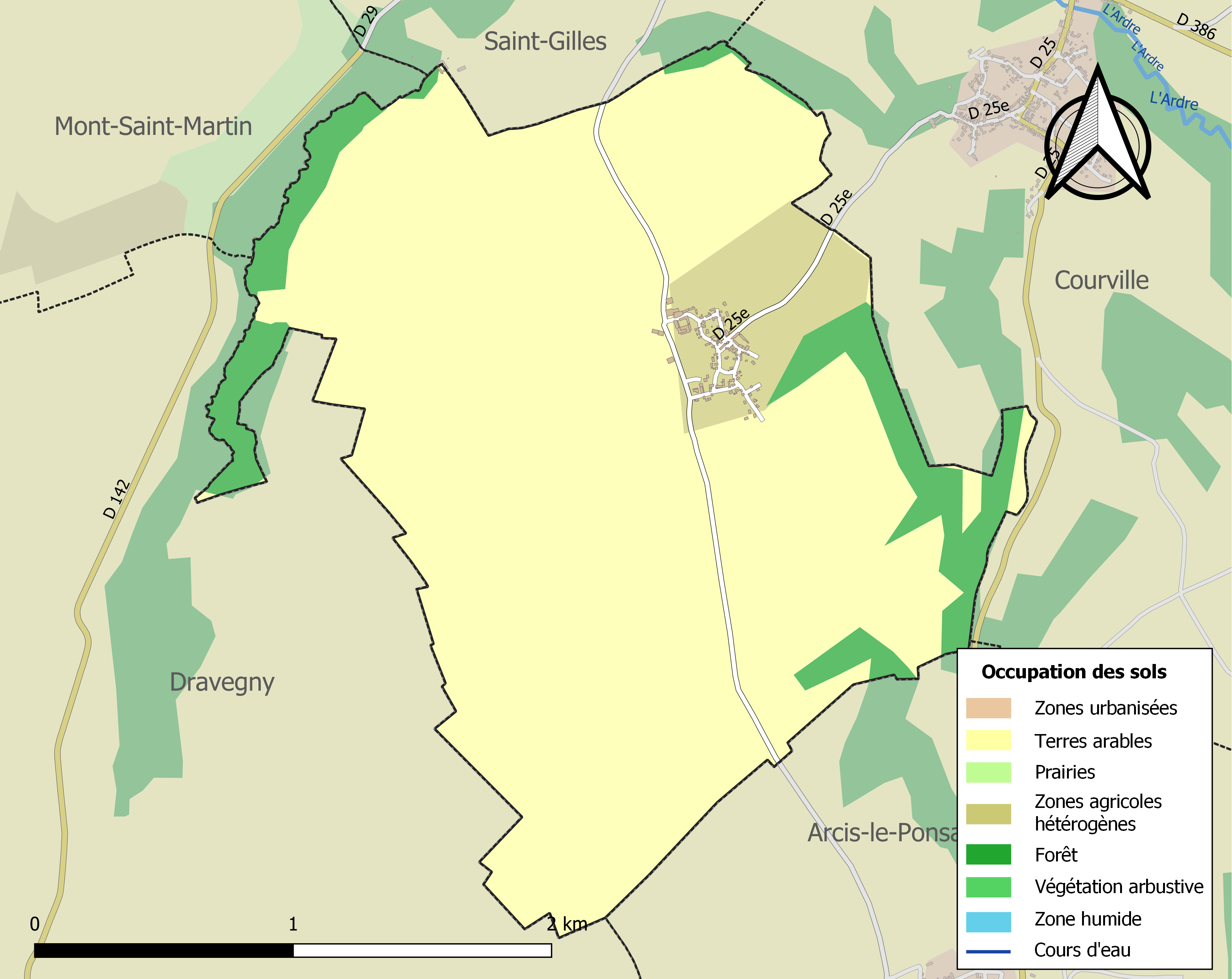
Carte des infrastructures et de l'occupation des sols de la commune en 2018 (CLC).

## Toponymie
Le nom de la localité est attesté sous les formes Montes (commencement du XIe siècle) ; Mons-lès-Courville (1280) ; Montes supra Curvillam (1289) ; Montes super Curvillam (1324) ; Mont deseur Courville (1329) ; Mons dessus Courville (1384) ; Montz (XIVe siècle) ; Mons-sur-Courville (1526) ; Mont-sur-Courville (1665).

Mont est au sud ouest de Courville.

## Histoire

### Préhistoire
On a retrouvé sur le territoire communal des outils datés de l'âge de la pierre taillée et celui de la pierre polie.

### Période médiévale
Entre 1150 et 1161, des transactions territoriales effectuées par l'archevêque Samson de Reims ont lieu entre les villages de Mont-sur-Courville  et Saint-Gilles. Des travaux eurent lieu en 1385 pour acheminer l'eau de la source jusqu'à Courville.

### Période moderne
Sous l'Ancien Régime, Mont-sur-Courville est une paroisse dépendant du diocèse de Reims, du Grand Archidiaconé et du doyenné d'Hermonville.

### Période contemporaine

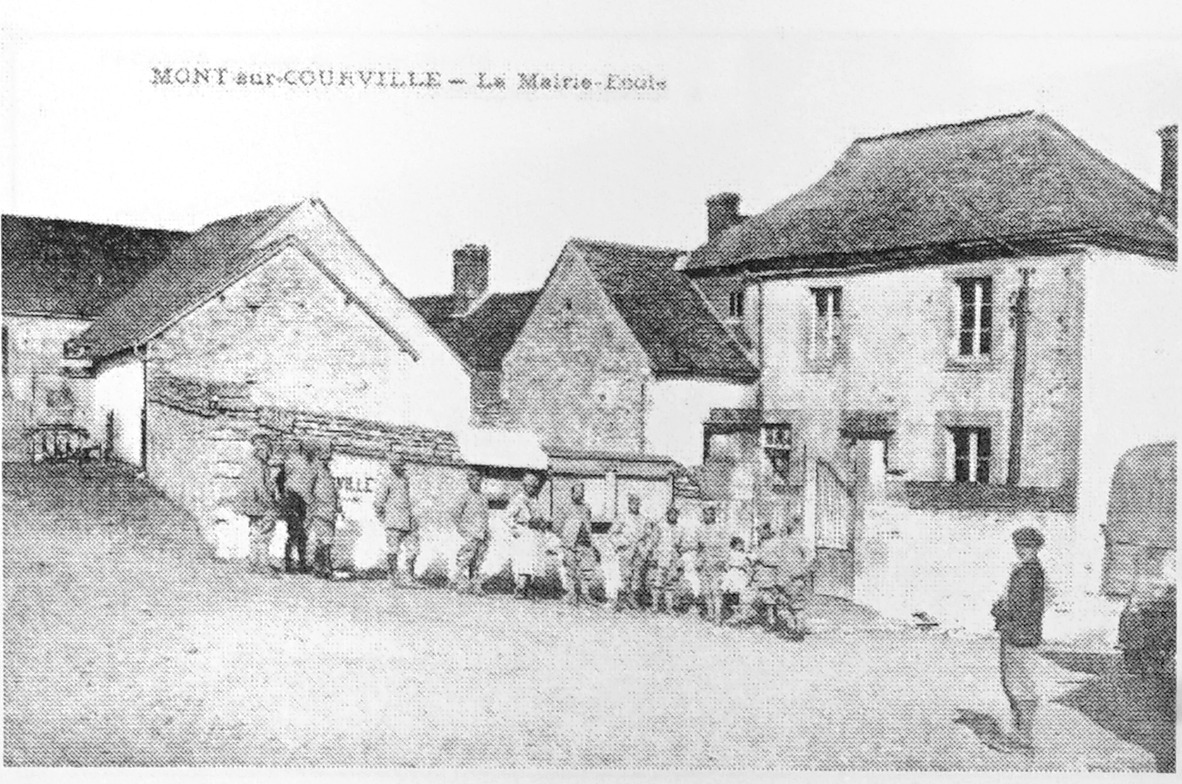
Pendant la Grande guerre.

La commune reçoit la croix de guerre 1914-1918 avec palme le 4 juillet 1921. Le village, un peu en retrait du front, abritait un camp de prisonniers allemands : il  a subi l'occupation durant les deux conflits mondiaux. On y dénombre vingt victimes dont trois civiles.
Durant la Seconde Guerre mondiale, les habitants sont contraints à l'exode dans un premier temps, puis subissent les contraintes de l'occupation avec le rationnement, les réquisitions, etc. Dans la nuit du 15 au 16 mars 1944, au retour du bombardement de Stuttgart, un avion Lancaster anglais (ND530/LEOP), dirigé par Léonard Barnes et composé de cinq autres aviateurs britanniques et un canadien, est abattu par un chasseur allemand sur le territoire de la commune.

## Politique et administration
Le conseil municipal se compose de 11 conseillers dont le maire et ses deux adjoints.
Le village appartient depuis 2008 à la Deuxième circonscription de la Marne.
Quant à l'éducation, la commune dépend de l'école primaire publique de l'Ardre à Crugny, du collège public Thibaut-de-Champagne à Fismes, et du lycée général et technologique Franklin-Roosevelt à Reims.

### Intercommunalité
La commune, antérieurement membre de la communauté de communes des Deux Vallées du Canton de Fismes, est membre, depuis le 1er janvier 2014, de la communauté de communes Fismes Ardre et Vesle.
En effet, conformément au schéma départemental de coopération intercommunale de la Marne du 15 décembre 2011, les anciennes communautés de communes CC des Deux Vallées du Canton de Fismes (9 communes) et  CC Ardre et Vesle (11 communes) ont fusionné par arrêté préfectoral du 23 mai 2013, afin de former  à compter du 1er janvier 2014 la nouvelle communauté de communes Fismes Ardre et Vesle.
Depuis le 1er janvier 2017, la commune appartient à la Communauté Urbaine du Grand Reims.

### Liste des maires
| Période                                  | Période                      | Identité                        | Étiquette | Qualité |
| ---------------------------------------- | ---------------------------- | ------------------------------- | --------- | ------- |
| Les données manquantes sont à compléter. |                              |                                 |           |         |
|                                          | 1816                         | Jean-Pierre Bertilleux          |           |         |
| 1816                                     | 1817                         | Jean-Baptiste Lallemant         |           |         |
| 1817                                     | 1826                         | Nicolas Gobance                 |           |         |
| 1826                                     | 1831                         | Jean-Baptiste Bertilleux        |           |         |
| 1831                                     | 1840                         | Louis Daublin                   |           |         |
| 1840                                     | 1843                         | Jean-Pierre Bertilleux          |           |         |
| 1843                                     | 1861                         | Alexandre Couet                 |           |         |
| 1861                                     | 1871                         | Jean-Baptiste-Théophile Leclere |           |         |
| 1871                                     | 1884                         | Nicolas-Louis Daublin           |           |         |
| 1884                                     | 1892                         | Désiré Bertilleux               |           |         |
| 1892                                     | 1899                         | Edouard Lefort                  |           |         |
| 1899                                     | 1900                         | Elysée Ternet                   |           |         |
| 1900                                     | 1908                         | Désiré Bertilleux               |           |         |
| 1908                                     | 1942                         | Aristide Billet                 |           |         |
| 1942                                     | 1970                         | Marcel Bouvy                    |           |         |
| 1970                                     | 1977                         | Gaston Carpentier               |           |         |
| 1977                                     | 2001                         | Marcel Canat                    |           |         |
| mars 2001                                | mars 2014                    | M. Claude Cugnet                |           |         |
| mars 2014,                               | En cours (au 3 juillet 2015) | Jacqueline Lopata               |           |         |

## Démographie
L'évolution du nombre d'habitants est connue à travers les recensements de la population effectués dans la commune depuis 1793. Pour les communes de moins de 10 000 habitants, une enquête de recensement portant sur toute la population est réalisée tous les cinq ans, les populations de référence des années intermédiaires étant quant à elles estimées par interpolation ou extrapolation. Pour la commune, le premier recensement exhaustif entrant dans le cadre du nouveau dispositif a été réalisé en 2007.

En 2022, la commune comptait 117 habitants, en évolution de −10 % par rapport à 2016 (Marne : −1,19 %, France hors Mayotte : +2,11 %).
| 1793 | 1800 | 1806 | 1821 | 1831 | 1836 | 1841 | 1846 | 1851 |
| ---- | ---- | ---- | ---- | ---- | ---- | ---- | ---- | ---- |
| 175  | 190  | 202  | 190  | 213  | 187  | 194  | 180  | 188  |

| 1856 | 1861 | 1866 | 1872 | 1876 | 1881 | 1886 | 1891 | 1896 |
| ---- | ---- | ---- | ---- | ---- | ---- | ---- | ---- | ---- |
| 191  | 189  | 152  | 148  | 150  | 159  | 128  | 166  | 154  |

| 1901 | 1906 | 1911 | 1921 | 1926 | 1931 | 1936 | 1946 | 1954 |
| ---- | ---- | ---- | ---- | ---- | ---- | ---- | ---- | ---- |
| 143  | 163  | 150  | 107  | 111  | 90   | 100  | 96   | 95   |

| 1962 | 1968 | 1975 | 1982 | 1990 | 1999 | 2006 | 2007 | 2012 |
| ---- | ---- | ---- | ---- | ---- | ---- | ---- | ---- | ---- |
| 99   | 80   | 83   | 81   | 78   | 99   | 124  | 128  | 136  |

| 2017 | 2022 | - | - | - | - | - | - | - |
| ---- | ---- | - | - | - | - | - | - | - |
| 127  | 117  | - | - | - | - | - | - | - |

## Culture locale et patrimoine

### Lieux et monuments

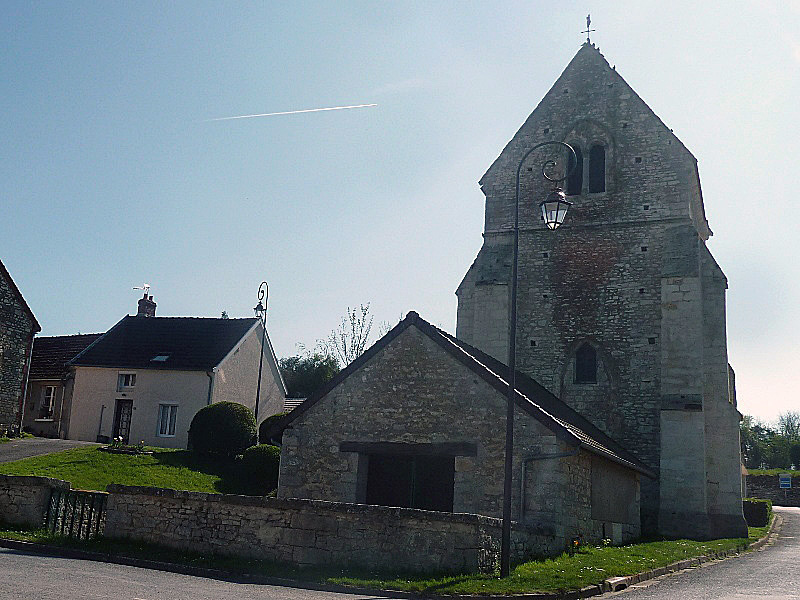
L'église de Mont-sur-Courville.

Le village, situé au bord d'un plateau se trouve fort exposé aux vents et possède de ce fait la particularité, rare dans la région, d'être entouré de haies de peupliers.
L'abbé Chevalier, dans La vallée de l'Ardre paru en 1897 propose une brève description des monuments et curiosités du village :
Au centre, on trouve une église romane, dédiée à la Vierge, composée d'une unique nef et d'une tour carrée, très simple d'aspect, qui possède des restes de fresque de la fin du Moyen Âge. mais également un bénitier en pierre et des fonts baptismaux médiévaux (et aussi une niche dans un mur dont l'abbé Chevalier fit une esquisse). La source qui alimente l'eau du lavoir et la fontaine de la ferme de la Nureau serait située sous le maître autel de l'église. L'église appartient à la paroisse de Fismes. Dans le clocher, trois cloches : Jacqueline-Marie, Marie-Clotilde, Lucienne-Marie.
Devant l'église se trouve un lavoir avec un gué de 1882, qui font face au monument aux morts du village ainsi qu'à la mairie-salle communale, qui a longtemps fait office d'école (jusqu'en 1966, fermée faute d'élèves).
Devant le gué, tout en bas du Village, on trouve une bâtisse du XVIe siècle, dit ferme de la Nureau ou château de la Nureau. Cette ancienne demeure était la propriété d'un comte qui apparait sur un tableau du XVIe siècle ; on y faisait du vin dans ce que l'on appelait Clos de la Nureau qui comprenait la maison, la ferme, le jardin, et une partie de la pâture adjacente, où l'on trouve encore des restes de remparts. Cette maison ne possède rien de spécial, si ce n'est un manteau de cheminée portant le blason du comte, qui figure également sur un portrait de 1603. Le donjon qui existait a totalement disparu. Elle est toujours l'une des trois exploitations agricoles de la commune.
Mont-sur-Courville a aussi longtemps été une terre de carrières, d'où étaient extraites les pierres de Courville  qui ont servi notamment  à la construction de la cathédrale Notre-Dame de Reims. On dit que les pierres extraites à Mont-sur-Courville auraient servi à construire le Palais de Justice de Reims (d'après Adolphe Guérard) et le socle de la statue de Louis XV, sur la place Royale. Les carrières sont aujourd'hui abandonnées et condamnées.

### Personnalités liées à la commune
L'histoire de Mont-sur-Courville semble être liée à celle de la duchesse d'Uzès, arrière petite-fille de la Veuve Clicquot. La duchesse possédait en effet de nombreuses terres et possessions sur le territoire de la commune, notamment une ferme à la sortie du village vers Saint-Gilles (la ferme Guyot). Les tilleuls de la place du village auraient été offerts en 1931 par elle-même à la commune ; et d'importants dons auraient été faits par elle à la commune.